# 加里宁炮兵学院
加里宁炮兵学院是苏联陆军培养指挥和工程干部的高等军事学校，设有陆军导弹部队和炮兵的战斗使用问题科研中心。校址在列宁格勒，分院设在基辅。学院设有基本系、函授系、速成班，社会科学、战役战术、专业和基础科学等教研室，还设有科研实验室、训练部、科研部等。

## 历史

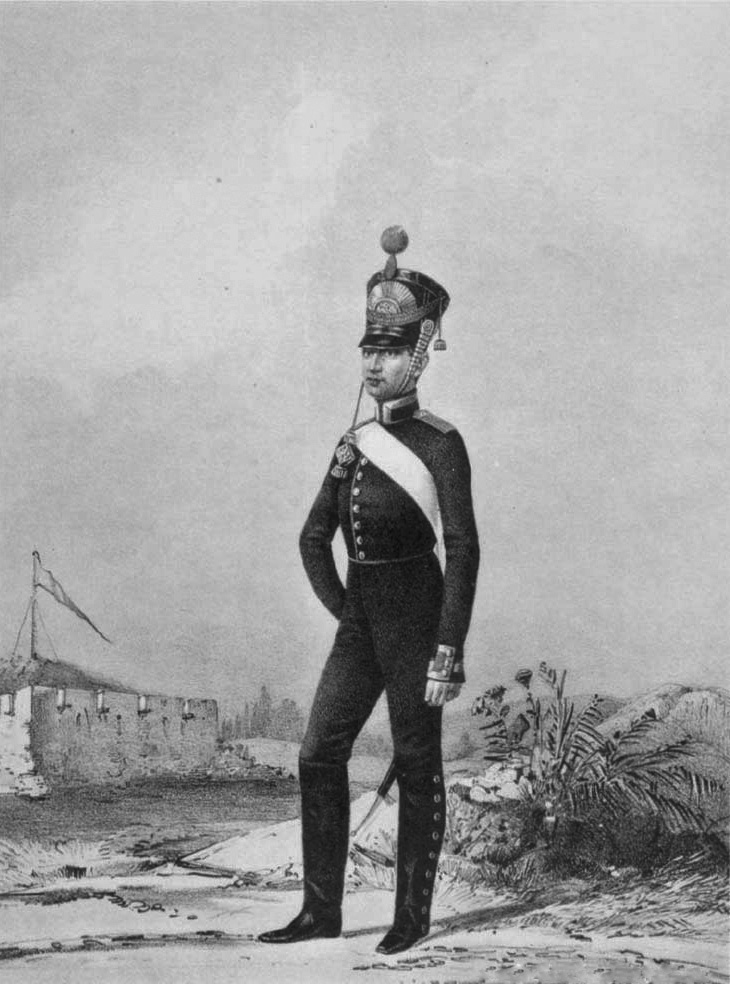
炮兵学院学员

1701年，彼得大帝在莫斯科建立了俄罗斯第一所特种炮兵学校。1712年，普什卡军校的部分师生被派往首都圣彼得堡开设首都炮兵学校，但很快又与工兵学校合并；随后，两所学校多次分开并合并。直到1758年最终合并。1762年，合并后的学校更名为炮兵和工程学校（最初146名学生，后为400名学生）。1800年 - 成为第 2 名学员，在 1805 年与第 1 名学员相当，失去了其特殊性.为了填补这样形成的空缺，A.A.Arakcheev 伯爵作为所有炮兵的监察员，先后成立了一个和两个警卫炮兵连，训练了 96 名学员。
1820年，根据米哈伊尔·巴甫洛维奇大公的建议，组建了一个由三个连组成的训练炮兵旅，为皇室释放烟花，并附设了一所军官教育炮兵学校。1834年学校脱离训练炮兵旅。1849年米哈伊尔·巴甫洛维奇大公去世后，炮兵学校以他的名字命名为米哈伊洛夫炮兵学校。
1855年，以米哈伊洛夫炮兵学校的军官班组建米哈伊洛夫炮兵学院，最初是军事学院的一部分（1855-1863年间，尼古拉耶夫总参谋部军事学院、米哈伊洛夫炮兵学院和尼古拉耶夫斯克工程学院联合为军事学院）。1865年米哈伊洛夫炮兵学校与同名的米哈伊洛夫炮兵学院合并。米哈伊洛夫炮兵学院设有初级、高级和预科三个班，前两个是为了在炮兵部队中传播更高的知识，预科是为在技术炮兵机构服役的军官做准备。三个班级的学生人数均为 60 名军官。各部队军官都可以参加入学考试，前提是任军官至少三年，包括在战斗中单位至少两年；从炮兵学校或大学物理和数学系毕业并获得学位文凭的人，只需服役两年。开设课程包括火炮、防御工事、战术、代数、几何、三角学、微积分和积分、物理、化学、基本力学、炮兵绘图和俄语、法语和德语。学院理论教学主学科有：炮兵各系，技术，理论力学，实用力学，化学；辅助学科有：高等数学，物理，战略，防御工事，战术，军事艺术史，军事管理和 俄语、法语和德语。夏季军官学员被派往海军、矿业和其他部门的炮兵技术机构和私人工厂实习。学院的学者、设计师和学生为制造线膛速射火炮和步兵武器，发展炮兵科学的弹道学、火箭武器、火炮工艺学和材料力学、冶金学和金属学、射击理论和射击方法、火炮设计、步兵武器、炸药和火药化学、弹药等领域做出了巨大贡献。学院的学者、设计师和学生为制造线膛速射火炮和步兵武器，发展炮兵科学的弹道学、火箭武器、火炮工艺学和材料力学、冶金学和金属学、射击理论和射击方法、火炮设计、步兵武器、炸药和火药化学、弹药等领域做出了巨大贡献。
1820-1895年总共有3227人通过了米哈伊洛夫斯基炮兵学校的课程；其中 3210 人晋升为军官，17 人在课程结束时获得文职军衔。1820年至1895年，共有1246名军官从米哈伊洛夫炮兵学院（和炮兵学校军官班）毕业。 
十月革命后，学院大部分教师都站在革命这边。1918年2月起学院恢复教学。1919年3月15日，根据共和国革命军事委员会第498号命令，米哈伊洛夫炮兵学院更名为工农红军炮兵学院。1921年开办预科，培训工农出身红色指挥员。1923年开设了弹道系、机械系和化学系，成立了教研室和学术委员会。1925年因军队总员额裁减，苏联革命军事委员会第469号令，炮兵学院、军事工程与电工学院和并为工农红军军事技术学院，设有炮兵系和工程系、摩托化和机械化系、电工系、化学系。1926年以捷尔任斯基的名字命名。1932年6月3日苏联革命军事委员会第046号命令，军事技术学院以系为基础分立为各个独立学院。其中火药和炸药系的基础上设立“捷尔任斯基炮兵与技术学院”，开设有指挥系、军用仪器系、炮兵兵器系、枪械系、弹药系、火药和炸药系等。1938年，炮兵与技术学院从列宁格勒迁到莫斯科，并被授予列宁勋章。成立了新的系和教研室，改变了学员的培训体制。战前举办各级炮兵首长速成进修班。
苏德战争时期，捷尔任斯基炮兵与技术学院的工作进行了调整，缩短了学制，开办了指挥员、政治干部和军事技术干部短训班，培养和轮训了成千上万名指挥员、工程师和技术干部；完成了700多项科研项目，约40项设计试验任务。1941年11月-1944年7月，学院疏散至撒马尔罕。1944年8月，火箭武器系创建了训练实验室以培养导弹部队人员，后演变为炮兵学院火箭教研室。
原米哈伊洛夫炮兵学校在1930-1940年代称列宁格勒第二炮兵学校。 1953年，学校搬迁到莫斯科州科洛姆纳，1957年更名为科洛姆纳炮兵学校。后为米哈伊洛夫斯克高等炮兵指挥工程学校。2009年关闭。
战后至五十年代中期，学院总结和整理苏德战争经验。1952-1953年，学院的各指挥系分出去作为该院的几个分院，后合并为加里宁炮兵学院。1958年迁回列宁格勒，在原米哈伊洛夫炮兵学院旧址成立炮兵学院。。
1974年，加里宁炮兵学院地面部队防空部分独立组建分校，1977年改制为华西列夫斯基陆军防空军事学院。
1995年，学院恢复其历史名称——米哈伊洛夫炮兵学院。1998年9月，根据俄罗斯联邦政府的法令，学院改组为军事炮兵大学。根据同一法令，喀山高等炮兵指挥工程学校、科洛姆纳的米哈伊洛夫斯克高等炮兵指挥工程学校和导弹部队萨拉托夫高等炮兵指挥工程学校作为其分校附属于军事炮兵大学。2004年，军炮大学改组为米哈伊洛夫军炮兵学院，隶属于俄罗斯陆军总司令。 

## 院长
来源：
红军炮兵学院院长
- 谢尔盖·格奥尔基耶维奇·彼得罗维奇（1919-1923）
- 弗拉基米尔·达维多维奇·格兰达尔 (1923-1924)
- 米哈伊尔·米哈伊洛维奇·伊萨耶夫 (1924-1931)
- 亚历山大·伊格纳季耶维奇·塞佳金 (1931-1932)

捷尔任斯基炮兵学院院长
- 德米特里·德米特里耶维奇·特里兹纳 (1932-1937)
- 阿尔卡季·库兹米奇·西夫科夫 (1937-1941)
- 列昂尼德·亚历山德罗维奇·戈沃罗夫 (1941)
- 阿纳托利·阿尔卡季耶维奇·布拉贡拉沃夫 (1941-1942)
- 谢尔盖·彼得罗维奇·西多罗夫 (1942-1945)
- 瓦西里·伊西多罗维奇·霍赫洛夫 (1945-1951)
- 格奥尔基·瓦西里耶维奇·波吕克托夫(1951-1953)

加里宁军炮兵（指挥）学院院长
- 尼古拉·尼古拉耶维奇·沃罗诺夫 (1953-1958)
- 瓦西里·斯特拉托诺维奇·科罗布琴科 (1958-1969)
- 彼得·菲利波维奇·斯利琴科 (1969-1981)
- 亚历山大·伊万诺维奇·马特维耶夫（1981-1988）
- 鲍里斯·阿列克谢耶维奇·普列舍夫斯基 (1988-1997)

米哈伊洛夫炮兵学院院长
- 弗拉基米尔·斯捷潘诺维奇·苏霍鲁琴科 (1997-2002)
- 弗拉基米尔·亚历山德罗维奇·康斯坦丁诺夫 (2002-2009)
- 弗拉基米尔·瓦西里耶维奇·迪亚特洛夫(2009-2013)
- 优素福·纳齐罗维奇·拉马扎诺夫（2013）
- 谢尔盖·阿纳托利耶维奇·巴卡内耶夫(2013-)